# Veveri
Veveri (Vever in dialetto novarese, Vevar in veverese) è un quartiere di 2 109 abitanti (2007) situato a Nord della città di Novara, dista circa 3,5 km dal centro cittadino, al confine comunale con Cameri.
Il quartiere, insieme ai vicini quartieri di Vignale e di Sant'Antonio (parte integrante della città), costituisce la Circoscrizione Nord della città.
Ospita al suo interno un insediamento abitato dai militari dell'aeronautica di stanza nella vicina base aerea dell'aeroporto militare di Cameri e dalle loro famiglie (il cosiddetto Villaggio Azzurro).
Il patrono del paese è San Maiolo, affiancato al patrono della città San Gaudenzio. La festa patronale ha luogo ogni anno nel mese di maggio, solitamente nelle prime due settimane. La festa comprende alcuni momenti religiosi e il tradizionale "Palio dei quattro cantoni", che rappresentano le quattro zone del quartiere: Canton dell'Acqua, Canton dei Nobili, Canton dei Prati e Canton dei Campi. Gara finale per la vittoria del palio è la "Corsa dei cuperton", ossia la corsa di copertoni; gara che attira un buon numero di spettatori curiosi, specialmente bambini.

## Geografia fisica

### Territorio
Veveri è attraversata da vari canali, torrenti e rogge:
- Canale Cavour, un canale artificiale a supporto dell'agricoltura, che nasce dal Po, esattamente a Chivasso, per poi terminare nel fiume Ticino a Galliate, nel novarese. È il terzo canale italiano per lunghezza.
- Roggia Mora, un sistema di canalizzazione idrica artificiale che percorre il territorio veverese. Attraversa per circa 60 km il novarese e parte della Lomellina, nel pavese.
- Terdoppio, è un torrente che scorre in Piemonte e Lombardia, si distingue infatti in Terdoppio novarese e Terdoppio lomellino[5].
- Diramatore Quintino Sella, ha origine a Veveri nelle acque del canale Cavour.
- Canale Regina Elena.
- Diramatore Alto Novarese
- Cavetto di Veveri, parte integrante del canale Regina Elena.

Il paesaggio è caratterizzato da campagna. Il quartiere è completamente circondato da risaie, infatti, come in tutto il territorio novarese, le coltivazioni predominanti sono il riso e il mais.
Inoltre sono presenti svariate cascine.
Il quartiere è prettamente residenziale circondato da aree verdi. L'area commerciale si sviluppa lungo la Via Verbano che porta alla piazza del quartiere.
Negli anni 2000 nasce il complesso residenziale Veveri Verde, caratterizzato principalmente da ville e villette a schiera.

## Infrastrutture e trasporti
Veveri è servita dal trasporto pubblico locale mediante autoservizi operati dalla società SUN (Linea 1).